# Ortona
Ortona es una localidad de 23.603 habitantes en la provincia de Chieti en los Abruzos, situado bajo una colina en el litoral adriático a unos 22 km al sur de Pescara.

## Historia
La fundación de la localidad es incierta. Los primeros datos se remontan a los pueblos itálicos, probablemente frentanos, que vivieron en el área comprendida entre Ortona, Lanciano y Vasto. Ortona era el puerto del área frentana. Sobre la ciudad itálica se construyó la ciudad romana de la que aún permanecen algunas vías, partes del recinto de la urbs y algunos restos. A la caída del Imperio romano la ciudad pasa a formar parte del dominio bizantino durante la que se convierte en punto estratégico de la guerra contra los Longobardos. En el año 803 fue conquistada por los francos y anexionada al condado de Chieti.
Tras la ocupación Normanda de 1075 fue anexionada al Reino de Nápoles. En 1258 se llevan a Ortona los restos de Tomás el Apóstol, procedentes de la Isla de Quíos, en el Mar Egeo, por el navegante de Ortona Leone Acciaiuoli, miembro de una expedición naval en apoyo a los Venecianos en guerra contra los Genoveses.

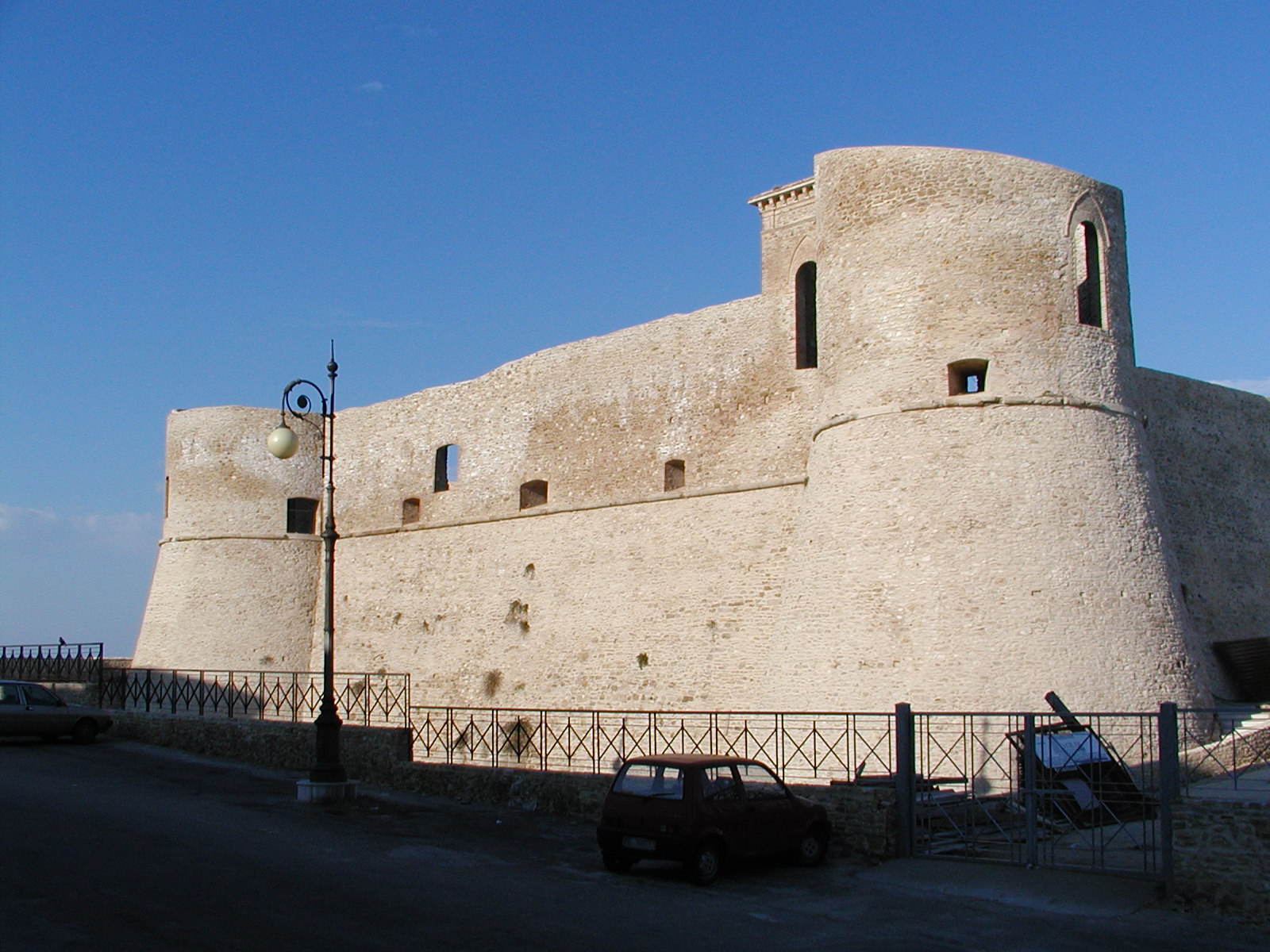
Ortona

En la primera mitad del siglo XV se construyó la muralla aún visible en parte, a cargo del condottiero Giacomo Caldora. Durante este siglo, la ciudad vivió una larga temporada de luchas con la vecina ciudad de Lanciano, que terminan en 1427 con un decreto pacificador.
El 30 de junio de 1447, a causa de las rivalidades entre Alfonso V de Aragón y la República de Venecia, Ortona fue invadida por los venecianos, que destruyeron el puerto, los almacenes y el arsenal naval, pero sin conseguir franquear la muralla. De esta época data la construcción del castillo aragonés, recientemente reconstruido.
En 1582 la ciudad pasa a Margarita de Austria, hija de Carlos V, duquesa de Parma. La propia Margarita decide en 1584 construir un gran palacio ducal (Palacio Farnese), nunca acabado debido a su muerte.
Entre 1829 y 1854 se desarrollaron tímidas iniciativas antiborbónicas por un grupo de carbonarios.
En 1848 es elegido para el Parlamento Napolitano el canónigo, de ideas liberales Domenico Pugliesi. El 9 de septiembre de 1860 el Ayuntamiento de Ortona por unanimidad decide la adhesión al Reino de Italia, o por ser exactos al Gobierno de Garibaldi, antes de la batalla de Castelfidardo (18 de septiembre) y de la de Volturno (1-2 de octubre). Sin embargo, como en todos los Abruzos, el fenómeno del bandolerismo se mantuvo hasta 1863.

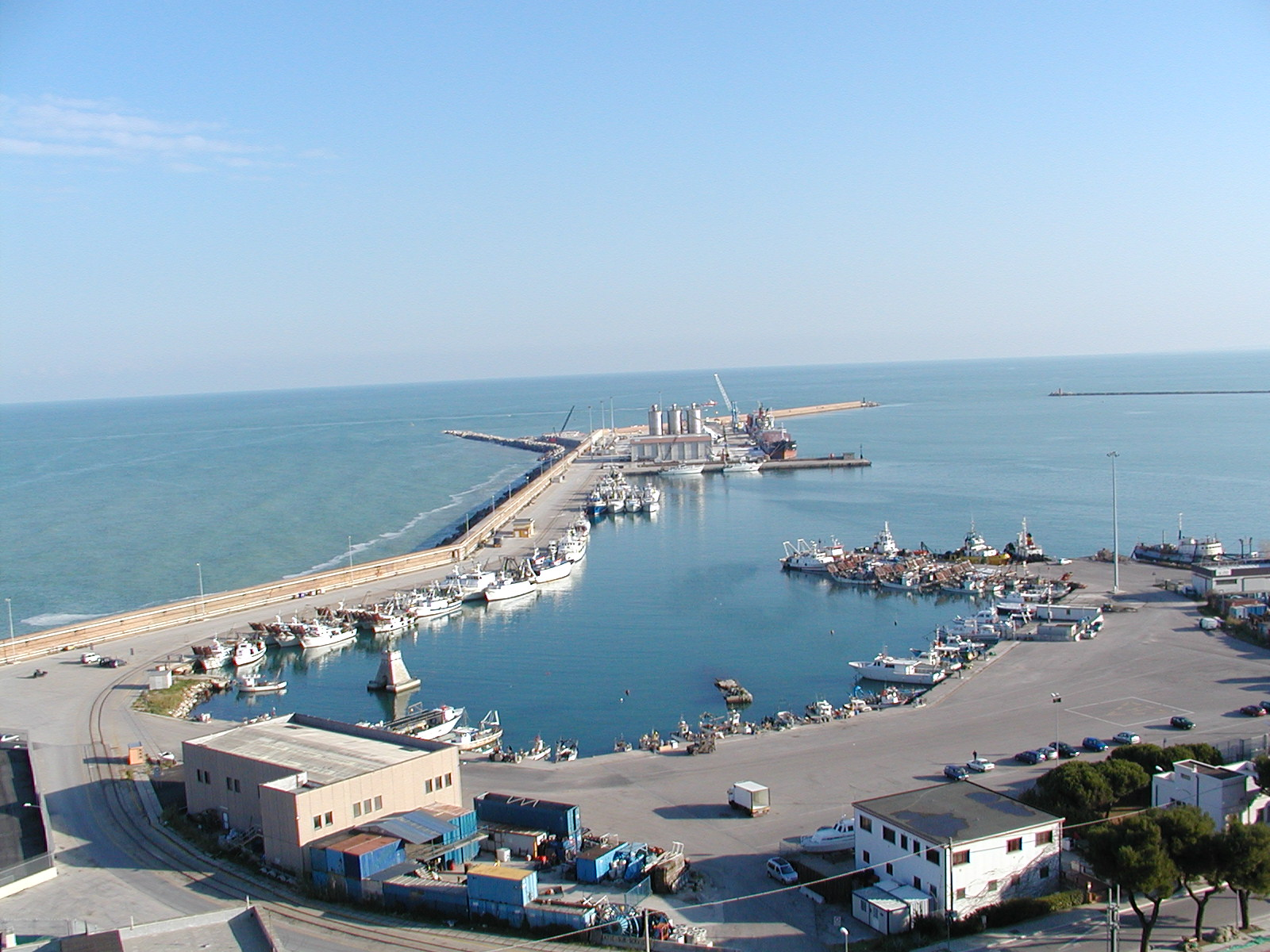
Ortona

Durante la Segunda Guerra Mundial, la ciudad es escenario de duros combates. En la noche entre el 9 y el 10 de septiembre de 1943, la familia real de los Saboya abandona desde el puerto de Ortona la Italia ocupada por los nazis para trasladarse a la ciudad ya liberada de Brindisi y huir luego.
Por Ortona pasa la línea Gustav, que tenía el otro extremo en Cassino: una línea de defensa fortificada puesta en marcha por las tropas alemanas en el punto más estrecho de la península. De hecho fue precisamente durante la Segunda Guerra Mundial cuando Ortona vivió momentos verdaderamente difíciles. La mayor parte de la población de Ortona se ve obligada a escapar de sus propias casas. En el norte el ejército alemán y en el sur el de los aliados, bombardearon ininterrumpidamente Ortona durante unos 6 meses. La localidad quedó prácticamente arrasada, y pasa a ser conocida como el pequeño Stalingrado. Pocos edificios quedan en pie y estos con muy graves daños estructurales. La ciudad fue liberada en diciembre de 1943 cuando las fuerzas aliadas cruzaron la línea Gustav en la costa del Tirreno. Por esta razón la ciudad fue distinguida por la medalla de oro al valor civil.

## Evolución demográfica
| Gráfica de evolución demográfica de Ortona entre 1861 y 2001 |
|                                                              |
| Fuente ISTAT - elaboración gráfica de Wikipedia              |